# ATR 72
ATR 72 je regionalni linijski putnički zrakoplov koji se izrađuje u Francuskoj i Italiji. Pogone ga dva turbo-propelerna motora učvršćena ispod krila. U jednoklasnoj konfiguraciji može prevesti 72 putnika.

## Razvoj
ATR 72 je razvijen od ATR-a 42. Trup je na -72 duži za 4,5 m, produžen je i raspon krila, ugrađeni su snažniji motori te je za oko 10% povećan kapacitet goriva. ATR-72 najavljen je 1986. a prvi let je bio 27. listopada 1988. Točno godinu dana nakon toga, 27. listopada 1989. Finnair počinje redovni servis.
Do siječnja 2007. ukupno je isporučeno 323 ATRa 72 dok je još 113 narudžbi na čekanju.

## Dizajn
Putnici u zrakoplov ulaze na stražnja vrata (što je rijetkost za putnički avion) dok se prednja šira vrata koriste za utovar tereta. Finnair je naručio ugradnju prednjih putničkih vrata na njihovom ATR-u kako bi na zračnoj luci Helsinki-Vantaa putnici u avion mogli ulaziti kroz aviomost. Radi centra težišta koji je na praznom avionu pomaknut prema nazad, prilikom ulaska putnika, na repnom dijelu mora biti postavljena ruda koja sprječava "sjedanje" aviona na rep.
ATR-72 nema pomoćni motor (APU) a struju potrebnu za rad aviona tijekom boravka na zemlji daje zemaljski agregat (GPU) ili se pali motor br. 2 (desni) ali s isključenim propelerom. Na taj način zrakoplov dobiva potrebnu energiju i zrak s motora bez vrtnje propelera. Bez APU avion je dobio dodatno na težini korisnog tereta i uštedi na troškovima održavanja APU. Motorima se tijekom redovnog održavanja mijenja mjesto kao bi im se ujednačili sati rada.

## Inačice
- ATR 72-100 oznaku nose dvije podinačice:
  - ATR 72-101 je prvotna proizvodna inačica pokretana s dva turbo-prop PW124B motora s dobivenim certifikatom u rujnu 1989.
  - ATR 72-102 je pokretan s istim motorom a letna dozvola izdana je u prosincu 1989.
- ATR 72-200 je izvorna inačica za proizvodnju pokretana s Pratt & Whitney PW124B motorima od 2.400 KS.[6] Oznaku -200 nose dvije podinačice:
  - ATR 72-201 je avion s najvećim MTOW-om na bazi -101 a certifikat je dobiven rujnu 1989. godine.
  - ATR 72-202 je avion s najvećim MTOW na bazi -102 a certifikat je dobiven u prosincu 1989. godine.
- ATR 72-210 oznaku nose dvije podinačice s poboljšanim osobinama za korištenje u toplim uvjetima i aerodromima na većim nadmorskim visinama:
  - ATR 72-211 pokretan s PW127 motorima s dozvolom za letenje iz prosinca 1992.
  - ATR 72-212 je podinačica na kojoj su ugrađena proširena teretna vrata.
- ATR 72-500
  - ATR 72-212A u prodaju ulazi kao inačicae -500 a certificiran je u siječnju 1997. godine. Nastao je modernizacijom -210. Za avion se moglo birati između turbo-prop motora PW127M ili PW127F na koji je ugrađen šesterokraki propeler. Ostala poboljšanja obuhvaćaju veću maksimalnu težinu, bolje osobine kao i veću automatizaciju upravljanja što smanjuje obim poslova pilota.
- ATR 72-600

2. listopada 2007. uprava ATR-a na konferenciji za novinare održanoj u Washingtonu objavljuje pokretanje nove serije -600. Novi ATR 42-600 i ATR 72-600 će imati najnovija tehnološka poboljšanja, visoku učinkovitost, nisku potrošnju goriva i smanjene operativne troškove. Novi PW127M motori će biti ugrađivani kao standardni motori, EFIS pilotska kabina imat će pet širokih LCD zaslona koji će zamijeniti sadašnje. Osim toga, višenamjensko računalo će dodatno povećati sigurnost leta i operativne sposobnosti. S novom avioelektronikom avion će dobiti kategoriju III za slijetanje u lošoj vanjskoj vidljivosti. Uvođenje -600 serije ATR zrakoplova očekuje se u drugoj polovici 2010.

### Ostale inačice
- ATR je na aero-mitingu u Hampshireu (Engleska) 2002. godine prikazao ATR-72 s velikim teretnim vratima. S ovim avionom svoje teretne rute lete FedEx, DHL i UPS.[8]
- Inačica -500 je dostupna s luksuznom unutrašnjosti za VIP korisnike.[9]
- U proizvodnji je i inačica -500 za otkrivanje podmornica[10] koju su naručili turska i talijanska ratna mornarica. Deset zrakoplova bit će predana turskoj mornarici početkom 2010. a prvi od četiri naručena aviona u talijansku mornaricu trebao bi stići 2012. godine.

Za protu-podmorničke misije, zrakoplov će imati ovješene mitraljeze, lakša torpeda, rakete i dubinske bombe. U opremi će se nalaziti i sustav za zračno i pomorsko izviđanje, elektronski rat a moći će se koristiti za pomorske operacije potrage i spašavanja.

## Tehničke karakteristike (72-500)
Izvori podataka: ATR website
Osnovne karakteristike
- posada: 2+2 (piloti + kabinsko osoblje)
- kapacitet: 62-74 putnika
- dužina: 27,166 m
- raspon krila: 27,05 m
- površina krila: 61 m2
- visina: 7,650 m
- korisni teret: 7.850 kg

Letne karakteristike
- ekonomska brzina: 507 km/h
- dolet: 1.650 km
- najveća visina leta: 7.620 m
- motor: 2× Pratt & Whitney Canada PW127F

## Vanjske poveznice
|  | Zajednički poslužitelj ima stranicu o temi ATR 72 |

- (en) ATR-72